# Грийн Бей Пакърс
Грийн Бей Пакърс (на английски: Green Bay Packers) е професионален отбор по американски футбол, базиран в Грийн Бей, Уисконсин, член на Северната дивизия на Националната футболна конференция (НФК) в Националната футболна лига (НФЛ).
„Пакърс“ е последният от така наречените „отбори от малките градове“, които преобладават в НФЛ през 20-те и 30-те години на XX век. Основан през 1919 г. от Ърл „Кърли“ Лембоу (в негова чест е наречен и стадиона, където отборът играе домакинските си мачове – Лембоу фийлд) и Джордж Уитни Калъм, „опаковчиците“ се състезават като полупрофесионален футболен тим срещу отбори от Уисконсин и Средния Запад през първите две години от своето съществуване. През 1921 г. „Пакърс“ се присъединява към Американската професионална футболна асоциация (American Professional Football Association (APFA)), предшественика на НФЛ, и по този начин се превръща в третия най-рано присъединил се отбор към лигата.
Грийн Бей са най-успешният отбор в НФЛ с 13 спечелени титли (9 от тях са постигнати преди ерата на т.нар. Супербоул). Тимът печели първия провел се някога „Супербоул“ (Супербоул I) през 1967 г., както и финалите през 1968 (Супербоул II), 1997 г. (Супербоул XXXI) и през 2010 (Супербоул XLV). Пакърс имат изострено съперничество с Чикаго Беърс, с които играят в над 170 срещи.
От сезон 1992 Грийн Бей постига 13 последователни години, в които не записва отрицателен баланс (най-лошото постижение е 8 победи и 8 загуби през сезон 1999), две участия във финала на лигата и една шампионска титла (Супербоул XXXI). 13-те последователни сезона с положителен баланс на „опаковчиците“ са действащ рекорд в НФЛ до сезон 2005, когато те най-накрая завършват с ортицателни показатели. През следващите две кампании обаче най-успешният отбор в НФЛ за всички времена отново се представя отлично и записва съответно 8 победи и 8 загуби през сезон 2006 и 13 победи и 3 загуби в редовния сезон 2007. От 2006 г. главен треньор на отбора е Майк Маккарти. Той извежда отбора до плейофи през 2007, 2009 и 2010. Грийн Бей печелят Супербоул XLV на 6 февруари 2011, побеждавайки Питсбърг Стийлърс с 31 – 25. МВП на мача е куотърбека на Пакърс Аарън Роджърс.

## Факти
Основан: през 1919
Основни „врагове“: Чикаго Беърс
Носители на Супербоул: (4)
- 1966, 1967, 1996, 2010

Шампиони на НФЛ: (11)
- 1929, 1930, 1931, 1936, 1939, 1944, 1961, 1962, 1965, 1966, 1967

Шампиони на конференцията: (9)
- НФЛ Запад: 1960, 1961, 1962, 1965, 1966, 1967
- НФК: 1996, 1997, 2010

Шампиони на дивизията: (21)
- НФЛ Запад: 1936, 1938, 1939, 1944
- НФЛ Център: 1967
- НФК Център: 1972, 1995, 1996, 1997
- НФК Север: 2002, 2003, 2004, 2007, 2011, 2012, 2013, 2014, 2016, 2019, 2020, 2021

Участия в плейофи: (35)
- НФЛ: 1936, 1938, 1939, 1941, 1944, 1960, 1961, 1962, 1965, 1966, 1967, 1972, 1982, 1993, 1994, 1995, 1996, 1997, 1998, 2001, 2002, 2003, 2004, 2007, 2009, 2010, 2011, 2012, 2013, 2014, 2015, 2016, 2019, 2020, 2021

## Забележителни треньори

### Главни треньори
| име                | от               | до               | баланс | баланс | баланс | титли |
| име                | от               | до               | П      | З      | Р      | титли |
| ------------------ | ---------------- | ---------------- | ------ | ------ | ------ | ----- |
| Ърл „Кърли“ Лембоу | 1919             | 1949             | 231    | 108    | 21     | 6     |
| Джийн Ронзани      | 1950             | 27 ноември, 1953 | 14     | 31     | 1      |       |
| Хю Девър*          | 27 ноември, 1953 | 1953             | 0      | 2      | 0      |       |
| Рей МакЛийн*       | 27 ноември, 1953 | 1953             | 0      | 2      | 0      |       |
| Лесли Блекбърн     | 1954             | 1957             | 17     | 31     | 0      |       |
| Рей МакЛийн        | 1958             | 1958             | 1      | 10     | 1      |       |
| Винс Ломбарди      | 1959             | 1967             | 98     | 30     | 4      | 5     |
| Фил Бенгстън       | 1968             | 1970             | 20     | 21     | 1      |       |
| Дан Дивайн         | 1971             | 1974             | 25     | 28     | 4      |       |
| Барт Стар          | 1975             | 1983             | 53     | 77     | 3      |       |
| Форест Грег        | 1984             | 1987             | 25     | 37     | 1      |       |
| Линди Инфейнт      | 1988             | 1991             | 24     | 40     | 0      |       |
| Майк Холмгрен      | 1992             | 1998             | 73     | 36     | 0      | 1     |
| Рей Роудс          | 1999             | 1999             | 8      | 8      | 0      |       |
| Майк Шърман        | 2000             | 2005             | 56     | 39     | 0      |       |
| Майк МакКарти      | 2006             | 2018             | 125    | 77     | 2      | 1     |
| общо               |                  |                  | 667    | 510    | 36     | 13    |

* = Временен Главен треньор